# Prionops scopifrons
Prionops scopifrons е вид птица от семейство Prionopidae.

## Разпространение
Видът е разпространен в Кения, Мозамбик, Сомалия и Танзания.